# Svenskt mode
Traditionellt svenskt mode tog sig uttryck i högtidsdräkter för adeln, liksom i folkdräkter för allmogen. 
Dagens[när?] modeskapande är internationellt på andra sätt. Vid sidan om mer etablerade modeskapare som Gudrun Sjödén, Gunilla Pontén, Filippa K och Anna Holtblad börjar en ny samling mindre svenska märken, till exempel Whyred, Hope, Velour, Carin Wester, Cheap Monday och J Lindeberg träda fram och få ökat erkännande.[när?]
Till 1970-talets svenska mode hörde kedjor som Gul & Blå, och designerägda boutiquer som Gröna moln och blått gräs.

## Beskrivning
Svensk samtida modedesign beskrivs av experter med bland annat dessa ord:
- stilren
- starka skärningar
- fullständigt uttänkt
- passform
- stickat
- unisex
- tråkighet
- casualwear
- minimalism.